# Prislich
Prislich es un municipio situado en el distrito de Ludwigslust-Parchim, en el estado federado de Mecklemburgo-Pomerania Occidental (Alemania), a una altitud de 38 metros. Su población a finales de 2019 era de 700 habs. y su densidad poblacional, 24 hab/km².
Se encuentra ubicado a pocos kilómetros al norte del estado de Brandeburgo.